# Castione della Presolana
Castione della Presolana ist eine italienische Gemeinde (comune) mit 3284 Einwohnern (Stand 31. Dezember 2023) in der Provinz Bergamo, Region Lombardei.

## Geographie
Castione della Presolana befindet sich 35 km nordöstlich der Provinzhauptstadt Bergamo und 80 km nordöstlich der Metropole Mailand in den Bergamasker Alpen. Das Gemeindegebiet grenzt an die Provinz Brescia.
Die Nachbargemeinden sind Angolo Terme (BS), Colere, Fino del Monte, Onore, Rogno, Rovetta und Songavazzo.

## Gemeindepartnerschaft
- Adenau,  (Eifel), seit 2002

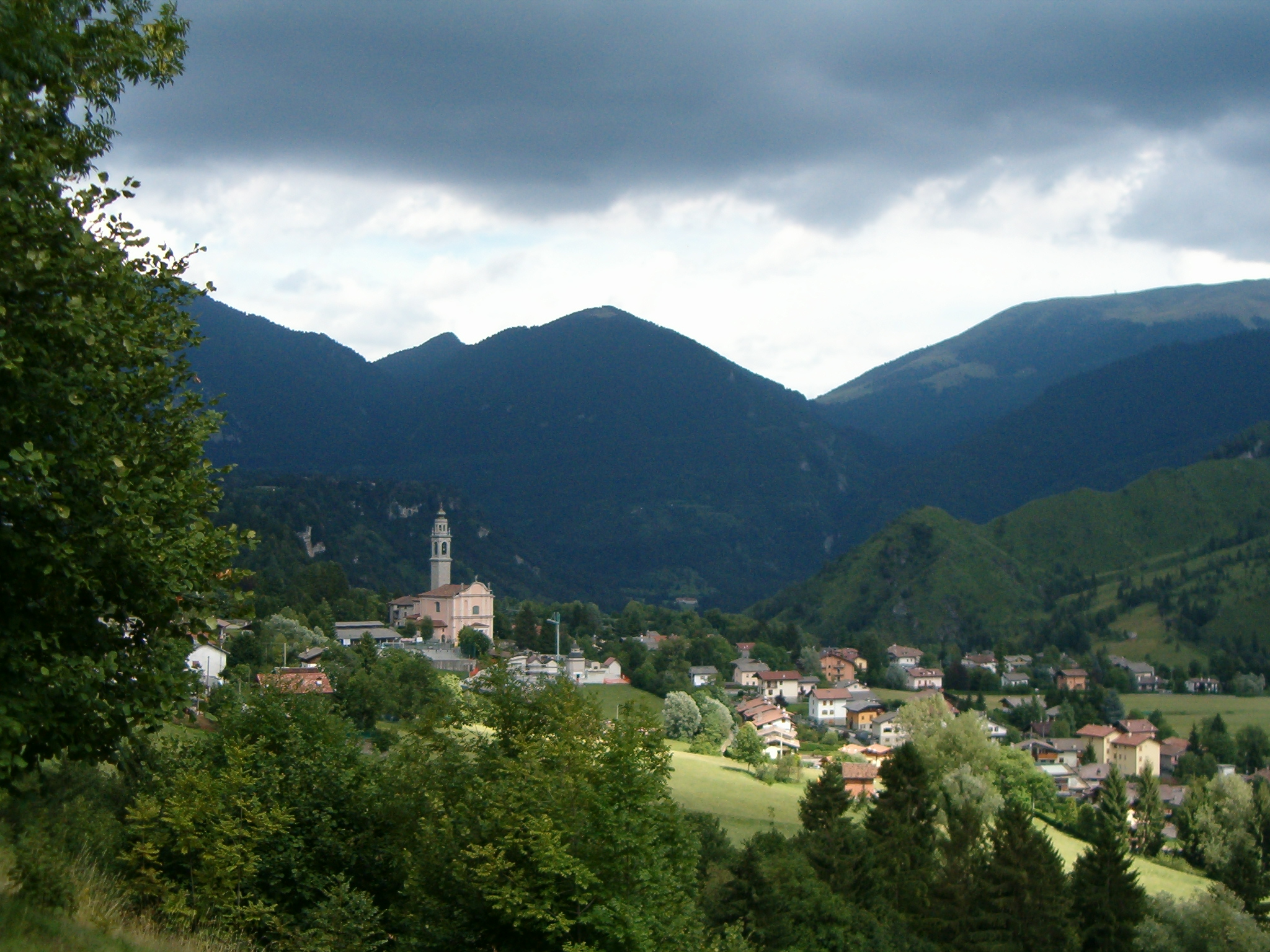
Ortsteil Castione
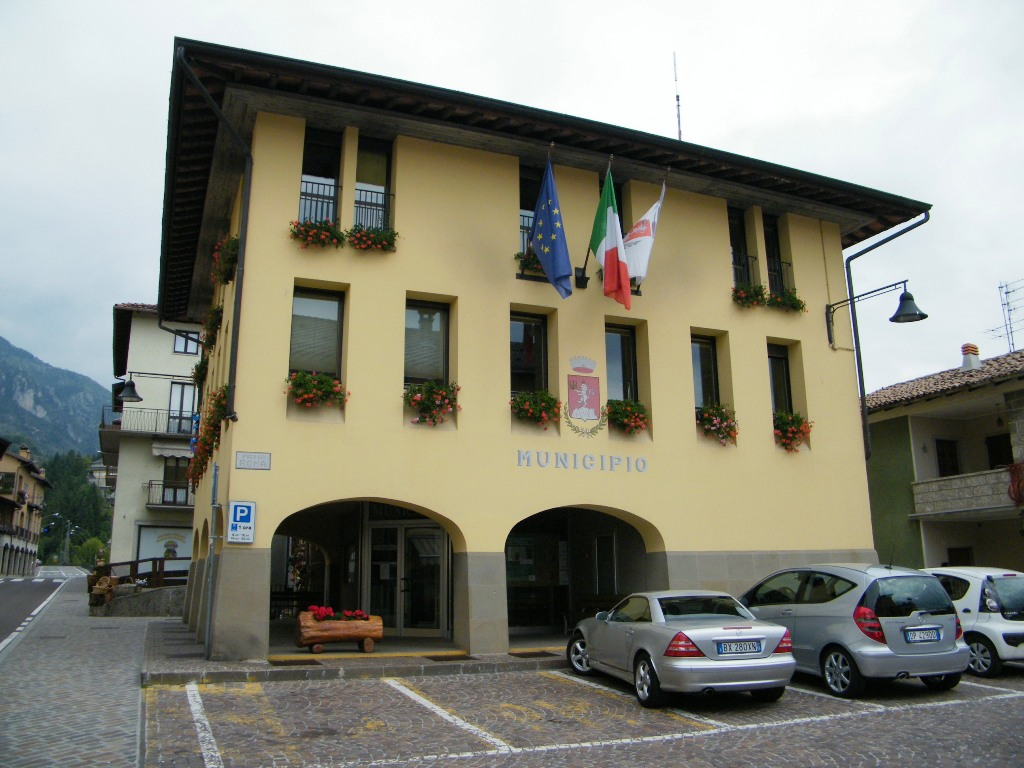
Rathaus
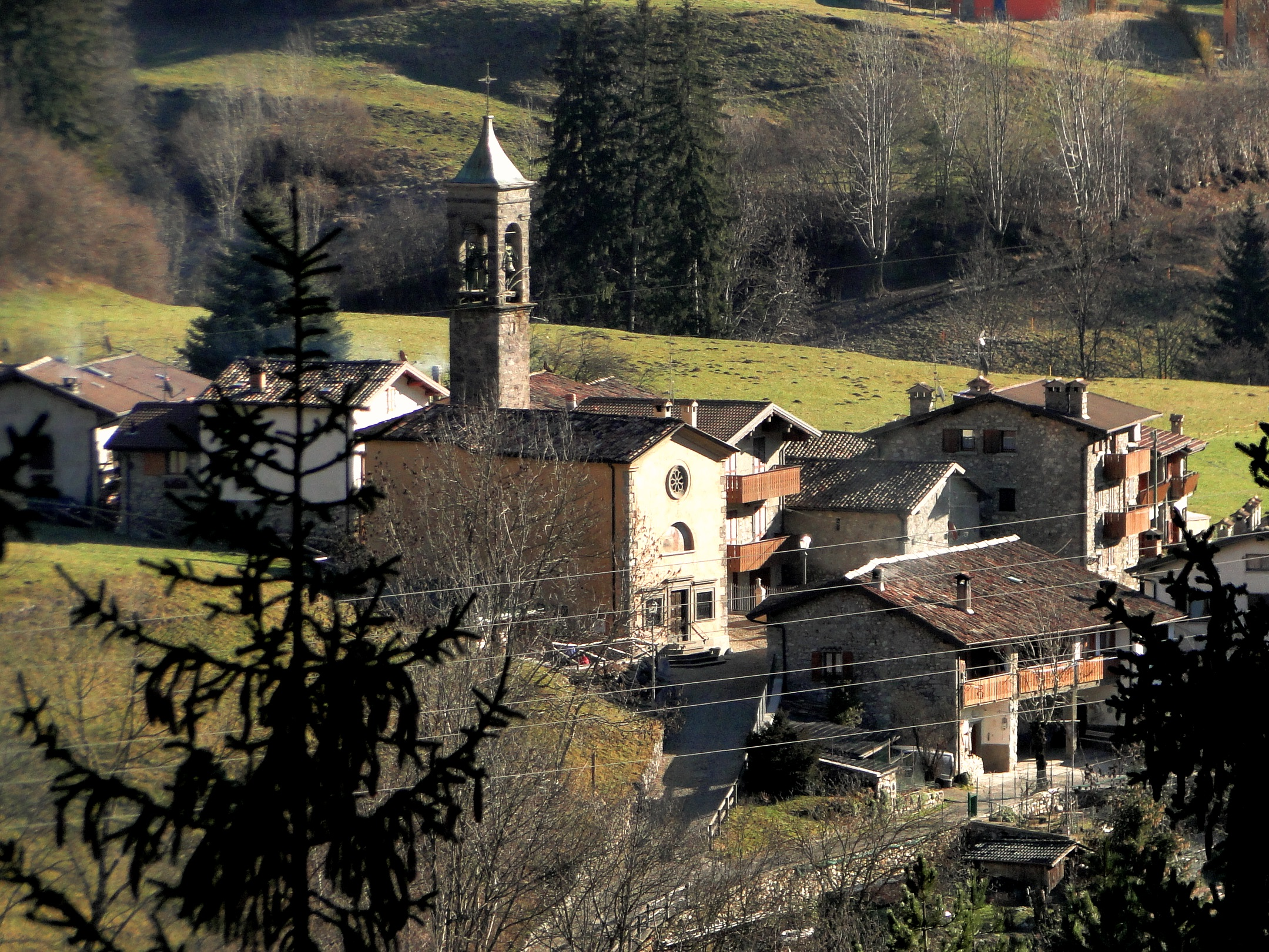
Contrada Rusio

## Persönlichkeiten
- Federico Tomasoni (* 1997), Freestyle-Skier und Skirennläufer